# Surrealismo abstracto
El surrealismo abstracto es una tendencia pictórica dentro del surrealismo, caracterizada por aplicar el «automatismo» puro, de manera que se pierde toda representación figurativa y, en lugar de ello, los artistas inventan universos figurativos propios.
Se considera que esta tendencia nace en torno a 1920. Se expande por toda Europa, encontrado surrealistas abstractos en España (Joan Miró, a partir de 1924), Francia (André Masson y Max Ernst en parte de su producción), Holanda, Estados Unidos o Alemania. También está adscrito a esta tendencia el chileno Roberto Matta. Muchos de estos artistas tuvieron que refugiarse en los Estados Unidos debido al nazismo y la Segunda Guerra Mundial, lo que influyó en el surgimiento del expresionismo abstracto en Nueva York en la década de los cuarenta.